# Немножко беременна
«Немножко беременна» (англ. Knocked Up — «Залетела») — кинокомедия Джадда Апатоу 2007 года. Слоган фильма: «Одна горячая ночь, отменившая все другие».

## Сюжет
Бен Стоун — 23-летний бездельник, который живёт вместе с друзьями и занимается только тем, что курит марихуану и пытается создать сайт, содержащий информацию о фильмах, в которых знаменитые артистки были без одежды. Эллисон Скотт — девушка, работающая на телевидении и помешанная на карьере. В один день её повысили до репортёра, берущего интервью у знаменитостей. Решив отметить это радостное событие, она со своей сестрой Деби пошла в ночной клуб, где и встретила Бена. Эллисон провела с ним ночь, но быстро поняла, что между ними мало общего.
Через 8 недель Элисон обнаружила, что она беременна, и связалась с Беном. Он сообщил, что будет поддерживать Эллисон во всём, и они решили, что им стоит попробовать наладить отношения. Хотя поначалу всё шло нормально, и Бен даже сделал ей предложение, напряжённость в их отношениях постепенно нарастала. Элисон всё больше начинает «пилить» Бена за безответственность и его образ жизни.
Дело доходит до того, что Эллисон выгоняет отца ребёнка из дома. Бен вместе с Питом, мужем Деби (сестры Эллисон), отправляется в Лас-Вегас, где проводит с ним время в стриптиз-баре и в цирке. Во время поездки Бен понимает, что ему необходимо измениться. Приехав домой к друзьям, он находит работу и квартиру, одну комнату в которой Бен переоборудовал в детскую.
Когда Эллисон приходит время рожать, она обнаруживает, что её доктор уехал из города. Тогда она звонит Бену и просит его приехать к ней. Он отвозит её в больницу. После рождения дочери Эллисон и Бен помирились и стали жить вместе.

## В ролях
| Актёр         | Роль               |
| ------------- | ------------------ |
| Сет Роген     | Бен Стоун          |
| Кэтрин Хайгл  | Эллисон Скотт      |
| Пол Радд      | Пит муж Деби       |
| Лесли Манн    | Деби сестра Элисон |
| Джейсон Сигел | Джейсон            |
| Джей Барушель | Джей               |
| Джона Хилл    | Джона              |
| Мартин Старр  | Мартин             |
| Шарлин Йи     | Джоди              |
| Джоанна Кернс | мама Элисон        |
| Харольд Рамис | папа Бена          |
| Наутика Торн  | стриптизёрша       |
| Билл Хейдер   | Брент              |
| Алан Тьюдик   | Джек               |
| Кристен Уиг   | Джилл              |
| Тим Бэгли     | Пеллагрино доктор  |

## Реакция

### Отзывы
- Сайт Rotten Tomatoes дал фильму рейтинг 91 %: 161 критик из 176 написал хвалебную рецензию. Фильм занял четвёртое место в общем рейтинге Rotten Tomatoes за первое полугодие 2007 года[5].
- На сайте IMDb фильм получил рейтинг 8.1 (всего проголосовало 27 585 человек)[6].

### Кассовые сборы
- В США фильм собрал в прокате 145 780 445 долларов, причём бюджет окупился уже в первую неделю проката, когда фильм собрал 30 690 990 долларов[2].
- В России фильм в первую неделю проката собрал 1 755 763 $[7][нет в источнике].

## Факты
- Изначально планировалось, что роль Элисон Скотт будет играть Энн Хэтэуэй, но она покинула проект из-за творческих разногласий[8]. В одном из интервью Апатоу написал о причинах её отказа от съёмок:

Хэтэуэй отказалась сниматься из-за того, что не могла позволить нам использовать реальные кадры рожающих женщин для создания иллюзии её родов.
Оригинальный текст (англ.)Hathaway dropped out of the film because she didn’t want to allow us to use real footage of a woman giving birth to create the illusion that she is giving birth.

- Согласно первоначальному замыслу, данный проект должен был стать непосредственным продолжением фильма «40-летний девственник».